# 阿波罗1号
阿波罗1號（Apollo 1），是追溯给阿波罗-土星204（AS-204）的正式名称，是美国阿波罗计划的第一个载人任务。
1967年1月27日，位于美国佛罗里达州卡纳维拉尔角34号发射台的土星1B號运载火箭顶部的阿波罗指令舱突然发生大火，使三名宇航员：指揮官维吉尔·格里森、高级驾驶员爱德华·怀特及驾驶员罗杰·查菲在17秒内丧生。

## 任务成员
- 维吉尔·格里森（Gus Grissom，曾执行水星-红石4号、双子星座3号以及阿波罗1号任务），指揮官
- 爱德华·怀特（Edward White，曾执行双子星座4号以及阿波罗1号任务），高级驾驶员
- 罗杰·查菲（Roger B. Chaffee，曾执行阿波罗1号任务），驾驶员

### 替补成员
替补成员同样接受任务训练，在主力成员因各种原因无法执行任务时接替。
- 1966年4月至12月
  - 詹姆斯·麦克迪维特（James McDivitt），
  - 大卫·斯科特（David Scott），高级驾驶员
  - 拉塞尔·施威卡特（Russell Schweickart），驾驶员

本团队后来执行了阿波罗9号任务。
- 1966年12月至1967年1月
  - 瓦尔特·施艾拉（Walter Schirra），
  - 唐·埃斯利（Donn Eisele），高级驾驶员
  - 瓦尔特·康尼翰（Walter Cunningham），驾驶员

本团队后来执行了阿波罗7号任务。

## 任务介绍
AS-204原計劃為第一批阿波羅太空船（Block I Apollo）的第一次環繞地球軌道的載人飛行任務，由土星1B號運載火箭發射。由於早已錯過1966年尾季發射的機會，於是改為1967年首季發射。此飛行任務的目的為測試「發射操作、地面追蹤及控制設施，及阿波羅-土星的表現」。任務原計劃長達2星期。1967年1月27日當天並非計劃發射，而是進行模擬發射，測試阿波羅太空船能否在不連接任何電線的情況下，單憑其內部供電來維持正常運作（Plugs-out Test）。如果太空船通過此測試及其後的測試，則代表太空船已為1967年2月21日的飛行準備就緒。
如果阿波羅1號任務成功，將會有2次阿波羅任務緊接在後，分別計劃於1967年夏季及秋末。其中第一次為由土星1B號運載火箭發射的第二批阿波羅指揮/服務艙（Block II Apollo Command/Service Module）以及由另外一枚土星1B发射的無人登月艙，之后两者在近地軌道进行对接。另外一次為由土星5號運載火箭同时发射指揮/服務艙及登月艙至地球高軌道。但次兩項任務均在阿波羅1號失火後取消，計劃稍作更改後，由阿波羅7號、阿波羅8號及阿波羅9號完成。

## 測試
原定於1967年1月27日進行的「拔除插頭」測試（即"Plugs-out" test），因火警在收回連接阿波羅-土星的電源線前已經發生，故此測試從未真正執行。穿著整套太空服的格里森、懷特和查菲於下午1時（GMT 18:00）進入阿波羅太空艙、固定於座椅并连接至艙內系統上。但隨即發生問題：一股酸味從格里森的太空服內傳出來，令模擬發射由下午1時延遲至下午2時42分。下午2時45分，太空艙的艙蓋被正式封密，艙內的空氣亦逐漸被純氧取代。
其後出現的問題包括高氧氣流量警報，艙內隊員與控制室、操作中心和34號發射管制臺間的通訊發生故障。下午5時40分，通訊問題令模擬發射再次延遲。下午6時20分，大多數的倒數發射程序皆已完成。下午6時30分，因正在嘗試修復通訊問題，故倒數時間仍停留在发射前10分鐘（T - 10 mins）。

## 意外

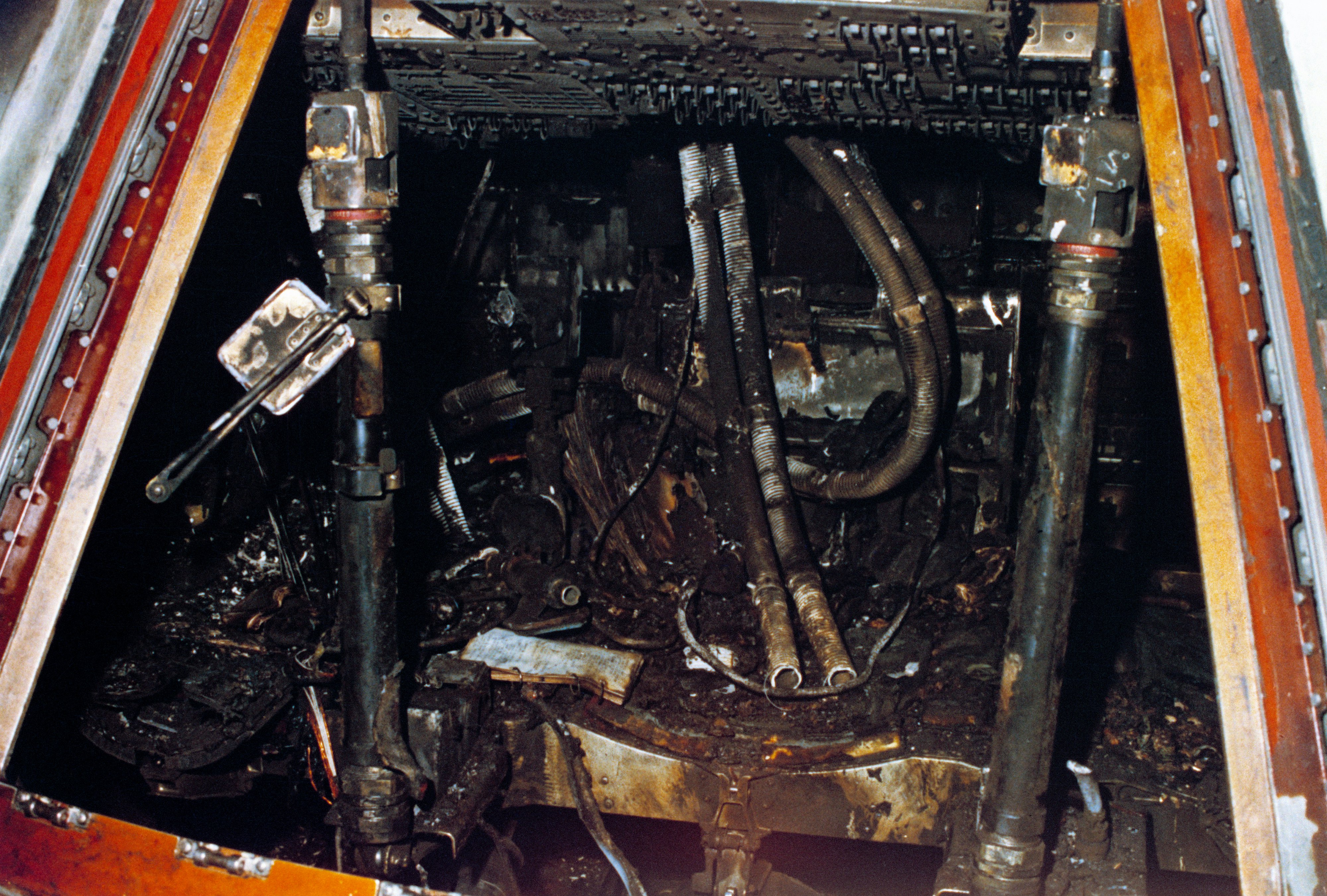
燒毀的阿波羅1號指揮艙殘骸

阿波羅1號指揮艙為「第一批」（Block I）設計，為太空飛行建造，但因它缺乏所須的接合設備，故此它並非用作登月任務。
意外發生前，各隊員均躺臥在他們的座椅上，完成他們將在太空中進行的項目清單，同時修理通訊系統問題。下午6時31分（GMT 23:31），一个聲音（相信來自查菲，因为只有他有通畅的頻道）透過對講機說：「駕駛艙內發生火警。」數秒後，通話在一痛楚的叫聲中結束，從閉路電視中可看到懷特正嘗試打開艙蓋，不過該兩件式艙蓋的設計須要隊員先鬆開數個門栓才可打開內艙蓋，因而不可能在短時間內開啟艙蓋。再者內艙蓋是向內開啟的，這个設計標準目的是在太空飛行時，利用艙內的氣壓來進一步封密艙蓋空隙，而火警產生的熱空氣令艙蓋緊閉，艙內氣壓亦在數秒內升至足以阻止隊員逃離的程度（其實艙內氣壓已高至足以令太空艙破裂）。

### 火警
火勢迅速漫延並於數秒內失去控制，由於充滿有毒氣體及面罩失靈的關係，地面人員需時5分鐘才能成功打開艙蓋及控制火勢。各隊員的太空衣及連接至艙內維生系統的輸氣管都被大火燒熔，格里森及懷特的太空衣更被燒至熔合一起。從他們各人的死亡位置來看，明顯地他們曾嘗試逃生，但他們從來沒有這個機會。負責打開艙蓋的懷特死亡前正向他的門挽伸去，明顯地曾盡力逃生。開啟艙蓋的程序為格里森先放下懷特的頭枕，然後懷特開始解除超過12個門栓。但事實上即使懷特能解除所有門栓，艙內氣壓已升高至根本不可能打開該向內開啟的艙蓋的程度。查菲的工作則為關掉太空船上的儀器及與地面控制保持聯絡，他的屍體被發現時仍扣著安全帶於其右座位上。在首次呼叫“火警！”後17秒，三名隊員均已死亡。
根據「阿波羅204调查委員會調查報告」 (Report of the Apollo 204 Review Board) 附錄D 第11專門小組（詳細報告參見下列連結），格里森身體有36%皮膚達三級程度燒傷（一級、二級和三級總和達身体皮肤面积的60%），他的太空衣70%被燒毀。懷特身體有40%皮膚達三級程度燒傷（一級、二級和三級總和達身体皮肤面积的48%），他的太空衣25%被燒毀。查菲身體有23%皮膚達三級程度燒傷（一級、二級和三級總和達身体皮肤面积的29%），他的太空衣15%被燒毀。但後來證實他們主要的死因並非被火燒死，而是吸入濃煙致死。
指揮艙的製造商北美航空（North American Aviation）原本建議艙蓋為向外開啟設計及能在緊急情況利用「爆炸門栓」開啟艙蓋。製造商亦建議艙內應使用氧/氮混合的空氣，像地球表面一樣，而非百分百氧氣。但美國太空總署不贊成建議，理由為艙蓋有可能會意外開啟（這情況發生在自由鐘7號上——具有諷刺意味地是那次任务也是由格里森駕駛——導致「自由鐘7號」在降落後回收時沉落海中，使格里森認為艙蓋應更堅固穩當且更難開啟），以及如果釋放過多氮氣，太空人會昏倒及死亡。美國太空總署亦指純氧環境在水星計劃及双子星座計劃中證明為安全，因此認為在阿波羅上使用應該是安全的，而且此設計能節省重量。

### 起因
火警相信是太空船內長達50千米（31英里）電線的某處產生的火花所引起的。因為艙內的純氧环境（氣壓為15磅每平方英寸(psi)或100千帕斯卡(kPa)），火警迅速不受控制。其後「阿波羅204调查委員會」 (The Apollo 204 Review Board)確定一條布置在指揮艙駕駛員座位下，連接環境控制單元的鍍銀銅電線的特氟龙絕緣保護被剥离，並與其相關的掩門發生重複磨擦。此電線於一條乙二醇/水冷卻剂管线的接合點附近通過，而該處亦發生洩漏。乙二醇與由銀製成的陽極進行電解作用，其間的強烈放熱反應點燃了乙二醇混合物，其後更在加壓純氧中燃燒。一宗類似的事故發生在1961年3月，前蘇聯太空人瓦連京·邦達連科在一個被隔離的模擬艙內受訓，艙內為百分百純氧並發生火警，導致該太空人死亡，多年來前蘇聯都刻意對公眾隱瞞意外。其後美國太空總署(NASA)調查發現鋁會在百分百氧氣環境中像木頭般燃燒，調查報告亦排除了太空船內使用不合規格電線及欠缺一個插座把手為起火原因。艙內亦有許多易燃物品，其中一種易燃物為在失重狀態下固定艙內物品於牆上用的魔鬼氈。
火警發生後，阿波羅计划在得到重新設計前被暂停，而結果如下：
- 艙內氣壓不會被加壓至高于大氣壓力2磅力每平方英吋(lbf/in2)／14千帕斯卡(kPa)。發射時艙內空氣為海平面氣壓，60%為氧氣，40%為氮氣。發射期間氣壓將會調低至5千帕斯卡(kPa)，並逐漸在飛往月球的頭24小時內轉為100%氧氣
- 艙蓋改為向外開啟設計，並可在10秒內開啟。
- 艙內的易燃物料改為使用一些會自動熄滅物料。
- 配管系統及電線均包上保護绝缘材料。
- 修正1,407處線路問題。
- 尼龍太空衣改為使用带有涂层的玻璃纖維制太空衣。

对于線路的改进在兩年後的阿波羅13號中證明是至关重要的—指揮艙關掉電源4天期間所凝聚的水，在重新進入大氣層前的啟動都沒有導致短路。

## 阿波羅1號之命名
當北美航空運送太空船CM-012到甘迺迪太空中心時，太空船上被掛上「阿波羅1號」的橫額；1966年6月，格里森等人就已得到使用「阿波羅1號」臂章的批准，但美國太空總署計劃稱該任務為AS-204。火警發生後，太空人的遗孀们要求保留「阿波羅1號」的代号給他們丈夫，作為紀念這個永遠不能完成的旅程；1967年4月24日，時任載人航天飛行辦公室副局長穆勒宣布核准此名稱。一段時間後，任務策劃人員曾稱呼下一次接著的發射為「阿波羅2號」。另有建議將以往的任務名稱重置為「阿波羅1號」（AS-204）、「阿波羅1A號」（AS-201）、「阿波羅2號」（AS-202）和「阿波羅3號」（AS-203）。最後，美國太空總署的「計劃命名委員會」（Project Designation Committee）通過「阿波羅4號」為首次（非載人）阿波羅-土星5號任務（AS-501），但不會追溯命名AS-201、AS-202及AS-203。阿波羅1號（AS-204）的土星1B號運載火箭從34號發射中心被拆下，後來於37B號發射中心重新組裝，用作發射阿波羅5號登月舱 LM-1 至地球軌道作首次登月艙測試任務。

## 任務徽章
徽章中央為一艘在美國東南部上空飛行的指揮/服務艙，突顯出原計劃的發射點佛羅里達州。遠處為月球，象徵月球為太陽神計劃的最終目標。徽章的黃色鑲邊有此任務和太空人名稱，外圍再有一條有星星和橫條的金邊。

## 紀念活動

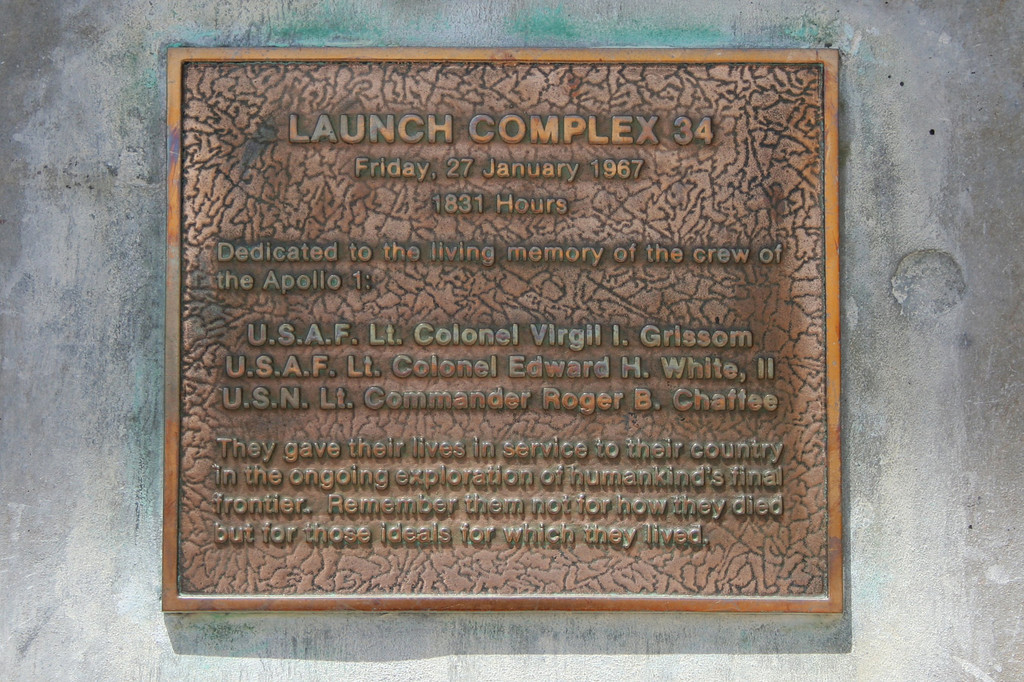
其中一塊位於34號發射中心的阿波羅1號銘牌

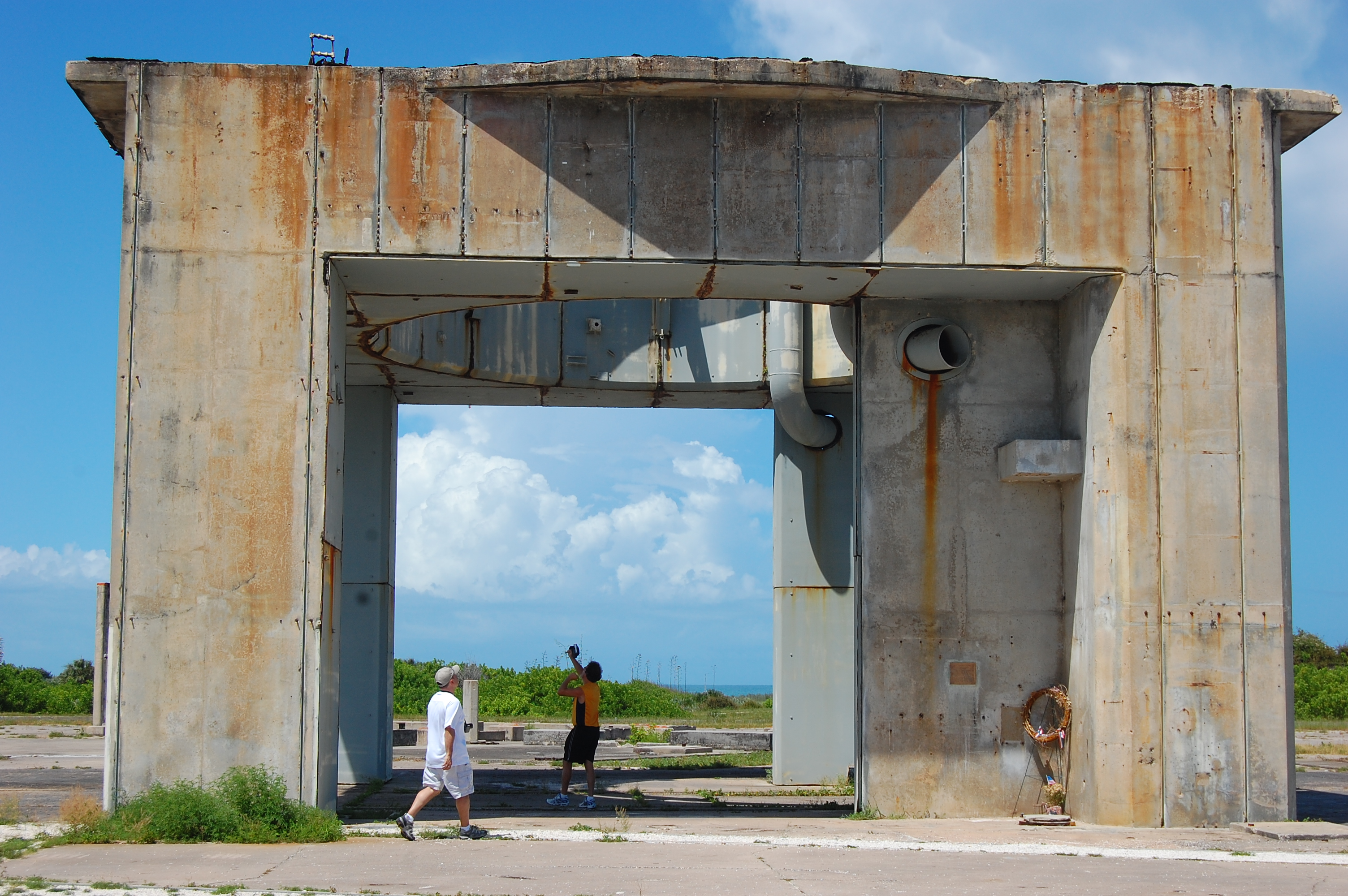
被保留下來的發射平台

當34號發射中心被拆卸後，其鋼筋混凝土結構發射平台仍被留下來，平台上則鑲著2塊紀念3名太空人的銘牌。其中一塊刻上：
LAUNCH COMPLEX 34
Friday, 27 January 1967

1831 Hours

Dedicated to the living memory of the crew of the Apollo 1:

U.S.A.F. Lt. Colonel Virgil I. Grissom

U.S.A.F. Lt. Colonel Edward H. White, II

U.S.N. Lt. Commander Roger B. Chaffee

They gave their lives in service to their country in the ongoing exploration of humankind's final frontier. Remember them not for how they died but for those ideals for which they lived.
中文翻譯：
34號發射中心

1967年1月27日，星期五
1831時

奉獻給阿波羅1號隊員:

美國空軍 中校 維吉爾·伊萬·格里森
美國空軍 中校 愛德華·希金斯·懷特二世
美國海軍 少校 羅傑·布魯斯·查菲

他們為了人類最後的疆界進行的探索而奉獻生命給國家。
不要因他們的死而惦記他們，而是為了他們生命中所追求的理想而緬懷他們
另一塊刻上：
IN MEMORY
OF

THOSE WHO MADE THE ULTIMATE SACRIFICE

SO OTHERS COULD REACH FOR THE STARS

AD ASTRA PER ASPERA

(A ROUGH ROAD LEADS TO THE STARS)

GOD SPEED TO THE CREW
OF
APOLLO 1
中文翻譯：
紀念

那些作出至高犧牲的人們
而讓其他人能夠探索眾星

AD ASTRA PER ASPERA
（越过坎坷，直达星空）

祝阿波羅1號的隊員一路平安
此銘牌曾於電影《世界末日》（Armageddon）中出現。
除了上述兩塊銘牌，其中一名太空人的大學同學利用花崗石製成了三張長椅，每位隊員一張。這些長椅已於2005年1月被安置。
每年阿波羅1號隊員的家庭都會被邀請到上述地點進行紀念活動。而甘迺迪太空中心參觀者中心亦會為那些選擇參觀位於卡納維爾角舊發射中心的參觀者提供參觀34號發射平台的服務。
三顆星星，Navi、Dnoces 及 Regor 是為紀念阿波羅1號隊員而命名的，行星名稱為 "Ivan"、"Second" 及 "Roger" 的倒寫；Ivan 為格里森（Virgil Ivan Grissom）的中間名，而懷特的全名為愛德華·希金斯·懷特二世（Edward Higgins White the Second），因而取名"Second"。查菲的名字為 Roger Bruce Chaffee，因而取名 "Roger"。隊員利用這些星星來校準他們的儀器，而名稱亦被記錄在美國太空總署的正式文件中，最後這些名稱成為他們死後的榮譽。
此外，一些月球表面的環形山及火星上的山都是以三名太空人命名的，如阿波羅1號丘陵。

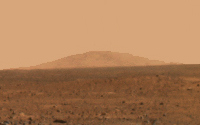
阿波羅1號丘陵三座山丘中的一座 — 格里森山，紀念太空人维吉尔·格里森

HBO的系列剧从地球到月球中的一集讲述了阿波罗1号的悲剧和之后的事情。之中由马克·罗尔斯顿扮演格里森，克里斯·伊萨克扮演懷特，本·马雷扮演查菲。在电影阿波罗13号中，吉姆·洛威尔 （由汤姆·汉克斯扮演）对他的儿子杰夫 （米科·休斯扮演）讲述了这场悲剧，剧中当杰夫听说阿波罗13号发生事故时，杰夫警惕的问：“是舱门 （出问题了）吗？”
格里森及查菲被安葬於阿靈頓國家公墓，懷特則被安葬於美國紐約州西點的美國軍事學校。他們的名字亦被刻在一塊位於甘迺迪太空中心參觀者中心的太空纪念镜上。
三所位於美國阿拉巴馬州亨斯維爾的公立學校是以阿波羅1號隊員命名的，分別為維吉爾·伊萬·格里森高級中學（Virgil I. Grissom High School）、愛德華·懷特中等學校（Ed White Middle School）及羅傑·查菲小學（Roger Chaffee Elementary School）。
一條通往位於密西根州大急流市（羅傑·查菲的出生地）的肯特郡國際機場（Kent County International Airport (KGRR)）道路被命名為 "Roger B. Chaffee Memorial Boulivard"。